# Clinton-Colden Lake
Der Clinton-Colden Lake ist ein 596 km² großer See in den Nordwest-Territorien in Kanada. Einschließlich Inseln beträgt die Gesamtfläche 737 km².

## Lage
Der Clinton-Colden Lake befindet sich in einer Tundralandschaft im Norden Kanadas. Der 366 m hoch gelegene See liegt 150 km nordöstlich vom östlichen Seeende des Großen Sklavensees.  Der Clinton-Colden Lake liegt am Flusslauf des Lockhart River. Der nordwestlich gelegene Aymler Lake befindet sich oberstrom. Dessen Wasser gelangt über die Thanakoie Narrows in den Clinton-Colden Lake. Abstrom fließt das Wasser über die Caribou Narrows zu dem südlich benachbarten See Ptarmigan Lake ab. Der Clinton-Colden Lake ist 64 km lang. Die Wasserfläche hat eine maximale Breite von etwa 6 km.